# In Outer Space
In Outer Space är ett musikalbum av Sparks som utgavs 1983. Det var deras andra album för skivbolaget Atlantic Records och kom att bli ett av deras framgångsrikaste på den amerikanska marknaden. I Europa där gruppen varit stor under 1970-talet gjorde det däremot inget större avtryck. Ljudbilden drar tydligt åt syntpop.
Albumets inledande låt "Cool Places" som gjordes tillsammans med Jane Wiedlin från The Go-Go's toppade på plats 49 på Billboard Hot 100-listan, och blev därmed gruppens största singelhit i USA. Albumet nådde som bäst plats 88 på Billboard 200.

## Låtlista
(alla låtar komponerade av Ron och Russell Mael)
1. "Cool Places" - 3:23
2. "Popularity" - 3:52
3. "Prayin' for a Party" - 2:59
4. "All You Ever Think About Is Sex" - 4:09
5. "Please Baby Please" - 3:42
6. "Rockin' Girls" - 4:42
7. "I Wish I Looked a Little Better" - 2:58
8. "Lucky Me, Lucky You" - 3:26
9. "A Fun Bunch of Guys from Outer Space" - 4:00
10. "Dance Godammit" - 3:26
11. "Modesty Plays" (enbart på franska utgåvor) - 3:47